# Wushu na Igrzyskach Azjatyckich 2018
Wushu na Igrzyskach Azjatyckich 2018 – jedna z dyscyplin rozgrywana podczas igrzysk azjatyckich w Dżakarcie i Palembangu. Zawody odbyły się w dniach 19 – 23 sierpnia w Jakarta International Expo w stolicy Indonezji. Do rywalizacji w czternastu konkurencjach przystąpiło 222 zawodników z 29 państw.

## Uczestnicy
W zawodach wzięło udział 222 zawodników z 29 państw.
| Reprezentacja    | Liczba zawodników |
| ---------------- | ----------------- |
| Afganistan       | 5                 |
| Brunei           | 4                 |
| Chiny            | 13                |
| Chińskie Tajpej  | 10                |
| Filipiny         | 9                 |
| Hongkong         | 8                 |
| Indie            | 13                |
| Indonezja        | 13                |
| Iran             | 9                 |
| Japonia          | 6                 |
| Jemen            | 4                 |
| Kazachstan       | 9                 |
| Kirgistan        | 9                 |
| Korea Południowa | 14                |
| Laos             | 6                 |
| Liban            | 1                 |
| Makau            | 9                 |
| Malezja          | 7                 |
| Mjanma           | 9                 |
| Mongolia         | 5                 |
| Nepal            | 10                |
| Pakistan         | 10                |
| Singapur         | 5                 |
| Sri Lanka        | 2                 |
| Tadżykistan      | 1                 |
| Tajlandia        | 9                 |
| Turkmenistan     | 5                 |
| Uzbekistan       | 4                 |
| Wietnam          | 13                |
| 29 reprezentacji | 222               |

## Medaliści
| Konkurencja           | Złoto                | Srebro                         | Brąz                     |           |
| Mężczyźni             | Mężczyźni            | Mężczyźni                      | Mężczyźni                | Mężczyźni |
| --------------------- | -------------------- | ------------------------------ | ------------------------ | --------- |
| Changquan             | Sun Peiyuan          | Edgar Xavier Marvelo           | Tsai Tse-min             | [ 3 ]     |
| Taijiquan i Taijijian | Chen Zhouli          | Tomohiro Araya                 | Ko Ko Nyein Chan         | [ 4 ]     |
| Nanquan i Nangun      | Huang Junhua         | Phạm Quốc Khánh                | Lee Yong-mun             | [ 5 ]     |
| Daoshu i Gunshu       | Wu Zhaohua           | Cho Seung-jae                  | Achmad Hulaefi           | [ 6 ]     |
| Sanda –56 kg          | Shen Guoshun         | Bùi Trường Giang               | Santosh Kumar            | [ 7 ]     |
| Sanda –56 kg          | Shen Guoshun         | Bùi Trường Giang               | Yusuf Widiyanto          | [ 7 ]     |
| Sanda –60 kg          | Erfan Ahangarian     | Wang Xuetao                    | Nghiêm Văn Ý             | [ 8 ]     |
| Sanda –60 kg          | Erfan Ahangarian     | Wang Xuetao                    | Surya Bhanu Pratap Singh | [ 8 ]     |
| Sanda –65 kg          | Li Mengfan           | Foroud Zafari                  | Narender Grewal          | [ 9 ]     |
| Sanda –65 kg          | Li Mengfan           | Foroud Zafari                  | M Khalid Hotak           | [ 9 ]     |
| Sanda –70 kg          | Mohsen Mohammadseifi | Shi Zhanwei                    | Ham Gwan-sik             | [ 10 ]    |
| Sanda –70 kg          | Mohsen Mohammadseifi | Shi Zhanwei                    | Puja Riyaya              | [ 10 ]    |
| Kobiety               |                      |                                |                          |           |
| Changquan             | Qi Xinyi             | Li Yi                          | Hoàng Thị Phương Giang   | [ 11 ]    |
| Taijiquan i Taijijian | Lindswell            | Uen Ying Juanita Mok           | Agatha Chrystenzen Wong  | [ 12 ]    |
| Nanquan i Nandao      | Tang Lu              | Darya Latisheva                | Ka Ying Yuen             | [ 13 ]    |
| Jianshu i Qiangshu    | Guo Mengjiao         | Zahra Kiani                    | Dương Thúy Vi            | [ 14 ]    |
| Sanda –52 kg          | Li Yueyao            | Elaheh Mansoryan Samiroumi     | Chen Wei-ting            | [ 15 ]    |
| Sanda –52 kg          | Li Yueyao            | Elaheh Mansoryan Samiroumi     | Divine Wally             | [ 15 ]    |
| Sanda –60 kg          | Cai Yingying         | Shahrbano Mansouriyan Semiromi | Suchaya Bualuang         | [ 16 ]    |
| Sanda –60 kg          | Cai Yingying         | Shahrbano Mansouriyan Semiromi | Roshibina Devi Naorem    | [ 16 ]    |

## Tabela medalowa
| Pozycja | Reprezentacja    | Złoto | Srebro | Brąz | Razem |
| ------- | ---------------- | ----- | ------ | ---- | ----- |
| 1.      | Chiny            | 10    | 2      | 0    | 12    |
| 2.      | Iran             | 2     | 4      | 0    | 6     |
| 3.      | Indonezja        | 1     | 1      | 3    | 5     |
| 4.      | Makau            | 1     | 1      | 0    | 2     |
| 5.      | Wietnam          | 0     | 2      | 3    | 5     |
| 6.      | Korea Południowa | 0     | 1      | 2    | 3     |
| 7.      | Hongkong         | 0     | 1      | 1    | 2     |
| 8.      | Japonia          | 0     | 1      | 0    | 1     |
| 8.      | Uzbekistan       | 0     | 1      | 0    | 1     |
| 10.     | Indie            | 0     | 0      | 4    | 4     |
| 11.     | Chińskie Tajpej  | 0     | 0      | 2    | 2     |
| 11.     | Filipiny         | 0     | 0      | 2    | 2     |
| 13.     | Afganistan       | 0     | 0      | 1    | 1     |
| 13.     | Mjanma           | 0     | 0      | 1    | 1     |
| 13.     | Tajlandia        | 0     | 0      | 1    | 1     |
| Razem   | Razem            | 14    | 14     | 20   | 48    |